# Dorfkirche Staffelde (Stendal)

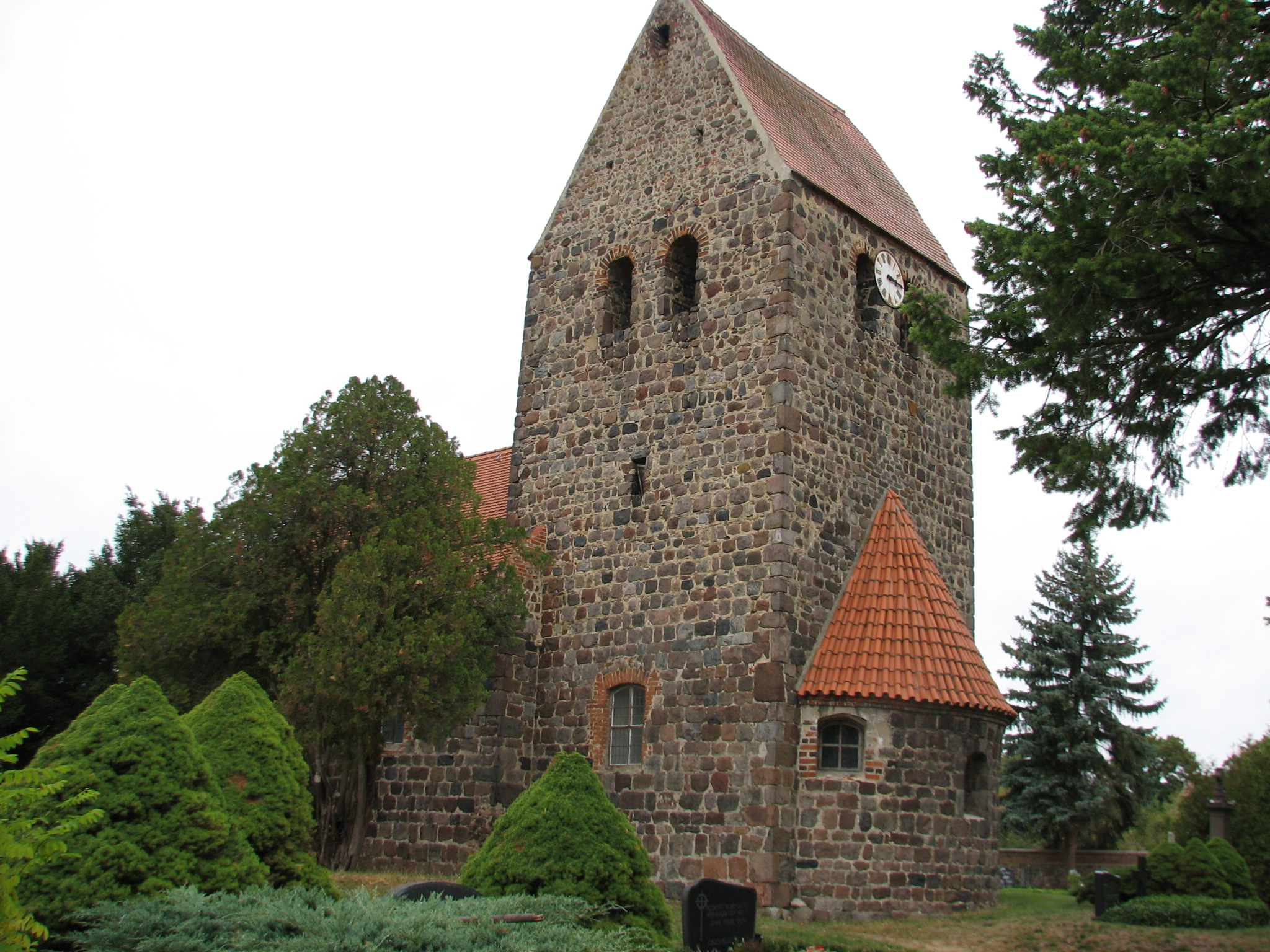
Dorfkirche Staffelde

Die evangelische Dorfkirche Staffelde ist eine romanische Chorturmkirche im Ortsteil Staffelde von Stendal im gleichnamigen Landkreis in Sachsen-Anhalt. Sie gehört zum Pfarrbereich St. Jacobi Stendal im Kirchenkreis Stendal der Evangelischen Kirche in Mitteldeutschland; außerdem wird sie zu den  sieben sogenannten verkehrten Kirchen (Chorturmkirchen) der Altmark gezählt.

## Geschichte und Architektur
Die Kirche wurde nach dendrochronologischer Datierung um oder nach 1179 mit leicht eingezogenem Chor und Apsis erbaut, der quadratische Chorturm stammt vermutlich aus der ersten Hälfte des 13. Jahrhunderts. Das Bauwerk zeigt eine besonders sorgfältige Ausführung; die Ecken sind werksteinmäßig bearbeitet. Die Fenster an der Südseite wurden im 18. Jahrhundert zu Stichbogenfenstern umgearbeitet, die übrigen Fenster sind im Ursprungszustand erhalten. Das Innere wurde im Jahr 1925 restauriert. An der Ostseite des Turms ist erkennbar, dass sich dort ein Satteldach anschloss, was darauf schließen lässt, dass möglicherweise eine Chorturmkirche ursprünglich nicht vorgesehen war.
Im Innern ist das Schiff flachgedeckt, der Chor mit Kreuzgratgewölbe geschlossen; an Triumph- und Apsisbogen sind die ursprünglichen Kämpfer erhalten.

## Ausstattung
Die hölzerne Ausstattung stammt aus dem 18. Jahrhundert. Der Kanzelaltar mit seitlichen Durchgängen aus dem Jahr 1732 ist mit reichen Akanthusschnitzereien geschmückt, der Taufengel ist ebenfalls barock.
Die Empore trägt die Jahreszahl 1687. Zwei Stahlglocken dienen anstelle der früheren Bronzeglocke als Geläut.